# South Loddon River
Der South Loddon River ist ein Fluss im Südwesten des australischen Bundesstaates Tasmanien. 

## Geografie

### Flusslauf
Der elf Kilometer lange South Loddon River entspringt an den Westhängen des Mount Emma im Nordteil des Franklin-Gordon-Wild-Rivers-Nationalparks. Von dort fließt er nach Norden und mündet rund zwei Kilometer südlich der Franklin Hills in den Loddon River.

### Nebenflüsse mit Mündungshöhen
Er hat folgende Nebenflüsse:
- Philips Creek – 389 m